# Masatoshi Takeshita
Masatoshi Takeshita (japanisch 武下 大俊 Takeshita Masatoshi; * 21. Juni 1996) ist ein japanischer Fußballspieler.

## Karriere
Masatoshi Takeshita erlernte das Fußballspielen in der Universitätsmannschaft der Osaka Sangyo University. Nach der Ausbildung ging er im Februar 2020 nach Thailand. Hier verpflichtete ihn der Viertligist Thawi Watthana Samut Sakhon United FC. Mit dem Verein aus Samut Sakhon spielte er in der Western Region der Liga. Nach zweit Spieltagen wurde die Saison wegen der COVID-19-Pandemie unterbrochen. Während der Unterbrechung beschloss der thailändische Verband, dass nach Wiederaufnahme des Spielbetriebes die dritte Liga und die vierte Liga zusammengelegt werden. Samut startete nach Wiederaufnahme ebenfalls in der Western Region der dritten Liga. Am 1. März 2022 zog es ihn in die Mongolei. Hier unterschrieb er in Ulaanbaatar einen Vertrag beim Erstligisten Khoromkhon Club. Der Prey Veng FC, ein Erstligist aus der Provinz Prey Veng, nahm ihn Anfang Januar 2023 unter Vertrag. Hier bestritt er 27 Erstligaspiele, wobei er neun Tore erzielte. Im Februar 2025 zog es ihn nach Australien. Hier unterschrieb er einen Vertrag beim Armadale SC in Armadale.